# Дудковка (Харьковская область)
Дудковка (укр. Дудківка) — село,
Тарановский сельский совет,
Змиёвский район,
Харьковская область, Украина.
Код КОАТУУ — 6321786004. Население по переписи 2001 года составляет 120 (53/67 м/ж) человек.

## Географическое положение
Село Дудковка находится на левом берегу реки Ольшанка, выше по течению на противоположном берегу на расстоянии в 1 км расположен посёлок Беспаловка, ниже по течению на противоположном берегу на расстоянии в 2 км расположено село Жадановка.
По селу протекает безымянная река, вдоль которой село вытянуто на 5 км, западная часть села раньше называлась Ольшанка.
К селу примыкают лесные массивы урочище Завиловка и урочище Заповедное (дуб).
Возле села расположены садовые участки.

## История
- 1700 — дата основания.[1]
- 1756 — построена Иоанно-Предтечевская церковь.

## Экономика
- Птице-товарная ферма.

## Объекты социальной сферы
- Фельдшерско-акушерский пункт.

## Достопримечательности
- Братская могила советских воинов. Похоронено 695 воинов.